# Marta Dolores Mudry
Marta Dolores Mudry es una bióloga e investigadora argentina.
Investigadora principal del CONICET. Lideró un equipo de investigación de la Universidad de Buenos Aires (UBA) que descubrió que el metronizadol puede afectar las células espermáticas y ese descubrimiento fue publicado en la revista Reproductive Toxicology.
Se recibió de licenciada en Biología en la UBA y posteriormente continuó sus estudios en Italia, donde obtuvo una maestría en la Universidad de Verona. Finalizados los posgrados regresó a Buenos Aires para realizar un doctorado en Ciencias Biológicas.
Ha obtenido variadas becas de investigación en diferentes instituciones internacionales.